# Spalangia rufipes
Spalangia rufipes är en stekelart som beskrevs av Huang 1990. Spalangia rufipes ingår i släktet Spalangia och familjen puppglanssteklar. Inga underarter finns listade i Catalogue of Life.